# Nederlandse kampioenschappen schaatsen afstanden 2015 - 5000 meter mannen
De 5000 meter mannen op de Nederlandse kampioenschappen schaatsen afstanden 2015 werd gereden op zondag 31 oktober 2014 in ijsstadion Thialf te Heerenveen. Er namen twintig mannen deel.

## Statistieken

### Uitslag
| Positie | Schaatser           | Paar | Baan | Tijd    |
| ------- | ------------------- | ---- | ---- | ------- |
| Goud    | Sven Kramer         | 10   | O    | 6:16.60 |
| Zilver  | Jorrit Bergsma      | 9    | O    | 6:18.49 |
| Brons   | Wouter olde Heuvel  | 8    | O    | 6:21.47 |
| 4       | Douwe de Vries      | 8    | I    | 6:22.42 |
| 5       | Bob de Jong         | 10   | I    | 6:23.84 |
| 6       | Koen Verweij        | 7    | O    | 6:26.06 |
| 7       | Frank Vreugdenhil   | 6    | O    | 6:29.00 |
| 8       | Arjan Stroetinga    | 2    | O    | 6:29.11 |
| 9       | Erik Jan Kooiman    | 4    | I    | 6:29.58 |
| 10      | Bob de Vries        | 5    | O    | 6:29.86 |
| 11      | Robert Bovenhuis    | 3    | O    | 6:30.61 |
| 12      | Evert Hoolwerf      | 2    | I    | 6:30.67 |
| 13      | Arjen van der Kieft | 4    | O    | 6:31.98 |
| 14      | Simon Schouten      | 1    | O    | 6:33.38 |
| 15      | Renz Rotteveel      | 5    | I    | 6:37.21 |
| 16      | Jos de Vos          | 6    | I    | 6:37.73 |
| 17      | Maurice Vriend      | 3    | I    | 6:38.54 |
| 18      | Rob Hadders         | 7    | I    | 6:42.07 |
| 19      | Frank Hermans       | 1    | I    | 6:43.53 |
| NC      | Jan Blokhuijsen     | 9    | I    | DNF     |

Scheidsrechter: Jan Bolt 
 Starter: Janny Smegen 

Start: 15.13 uur.  Einde: 16.51 uur.
Bron:

### Loting
| Rit | Binnenbaan       | Buitenbaan          |
| --- | ---------------- | ------------------- |
| 1   | Frank Hermans    | Simon Schouten      |
| 2   | Evert Hoolwerf   | Arjan Stroetinga    |
| 3   | Maurice Vriend   | Robert Bovenhuis    |
| 4   | Erik Jan Kooiman | Arjen van der Kieft |
| 5   | Renz Rotteveel   | Bob de Vries        |
| 6   | Jos de Vos       | Frank Vreugdenhil   |
| 7   | Rob Hadders      | Koen Verweij        |
| 8   | Douwe de Vries   | Wouter olde Heuvel  |
| 9   | Jan Blokhuijsen  | Jorrit Bergsma      |
| 10  | Bob de Jong      | Sven Kramer         |

1987 · 
1988 · 
1989 · 
1990 · 
1991 · 
1992 · 
1993 · 
1994 · 
1995 · 
1996 · 
1997 · 
1998 · 
1999 · 
2000 · 
2001 · 
2002 · 
2003 · 
2004 · 
2005 · 
2006 · 
2007 · 
2008 · 
2009 · 
2010 · 
2011 · 
2012 · 
2013 · 
2014 · 
2015 · 
2016 · 
2017 · 
2018 · 
2019 · 
2020 · 
2021 · 
2022 · 
2023 · 
2024 · 
2025